# Coazze
Coazze là một đô thị ở tỉnh Torino trong vùng Piedmont, có vị trí cách khoảng 30 km về phía tây của Torino, nước Ý. Tại thời điểm ngày 31 tháng 12 năm 2004, đô thị này có dân số 3.039 người và diện tích là 56,5 km².
Coazze giáp các đô thị: San Giorio di Susa, Villar Focchiardo, Vaie, Sant'Antonino di Susa, Chiusa di San Michele, Valgioie, Giaveno, Roure, và Perosa Argentina.